# زایپکول
زایپکول (انگلیسی: Zaypekul) یک شهرک در شهرستان میاکینسکی استان باشقیرستان کشور روسیه است.